# Thanh Oai (xã)
Thanh Oai là một xã thuộc thành phố Hà Nội, thủ đô của Việt Nam. Xã được hình thành trên cơ sở sáp nhập thị trấn Kim Bài, các xã Đỗ Động, Kim An, Phương Trung, Thanh Mai và một phần xã Kim Thư huyện Thanh Oai cũ, trong đợt Sáp nhập tỉnh, thành Việt Nam 2025.

## Hành chính
Xã Thanh Oai được thành lập theo Nghị quyết số 1656/NQ-UBTVQH15 của Ủy ban Thường vụ Quốc hội Việt Nam, ban hành ngày 16 tháng 6 năm 2025. Theo đó, sắp xếp toàn bộ diện tích tự nhiên, quy mô dân số của thị trấn Kim Bài, các xã Đỗ Động, Kim An, Phương Trung, Thanh Mai và một phần diện tích tự nhiên, quy mô dân số của xã Kim Thư của huyện Thanh Oai cũ thành xã mới có tên gọi là xã Ô Diên.
Sau sắp xếp xã có diện tích tự nhiên 26,86 km2, quy mô dân số 54.689 người. Phía Bắc giáp xã Bình Minh, phía Tây giáp xã Quảng Bị và xã Hòa Phú, phía Đông giáp xã Tam Hưng, phía Nam giáp xã Dân Hòa. Trụ sở xã đặt tại số 135 phố Kim Bài.